# Larry D. James

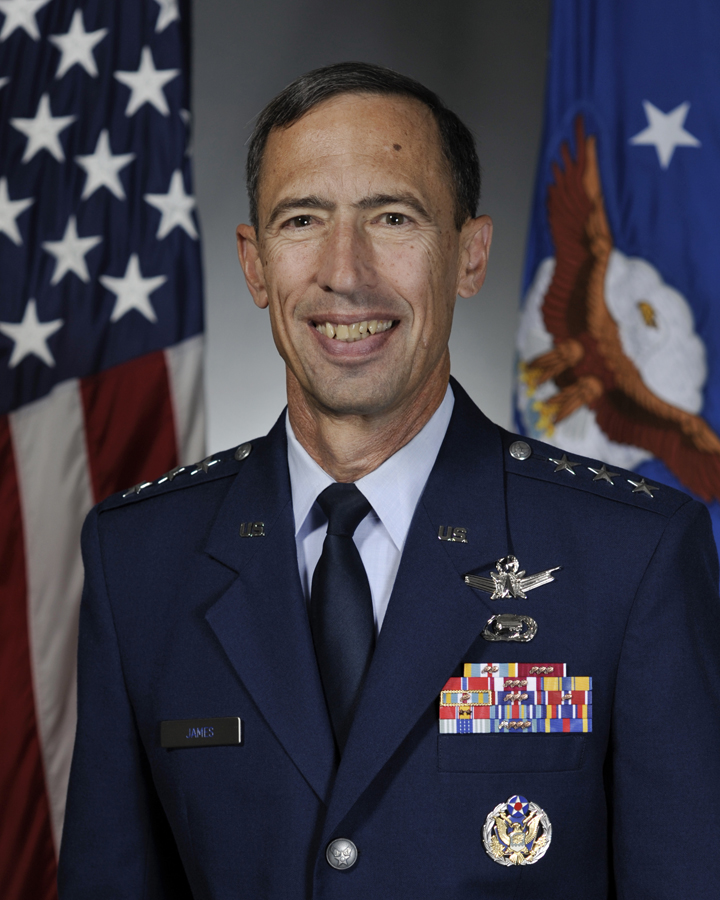
Larry D. James (2011)

Larry D. James (* 1956) ist ein pensionierter Generalleutnant der United States Air Force. Er war unter anderem Kommandeur der 14. Luftflotte.
Im Jahr 1978 absolvierte er die United States Air Force Academy in Colorado Springs. Nach seiner Graduation wurde er als Leutnant in das Offizierskorps der Air Force aufgenommen. In der Folge durchlief er alle Offiziersgrade vom Leutnant bis zum Drei-Sterne-General.
Im Lauf seiner militärischen Karriere absolvierte er verschiedene Kurse und Schulungen. Dazu gehörten unter anderem die Squadron Officer School (über einen Fernkurs); der Program Managers Course in Fort Belvoir in Virginia; das Air Command and Staff College und das Air War College, beide auf der Maxwell Air Force Base in Alabama; das Armed Forces Staff College in Norfolk in Virginia; der Combined Force Air Component Commander Course auf der Maxwell AFB und der Joint Forces Maritime Component Commander Course beim Naval War College in Newport in Rhode Island. Außerdem erhielt er akademische Grade vom Massachusetts Institute of Technology (MIT), der Syracuse University und der Northwestern University.
In seinen frühen Jahren als Offizier der Luftwaffe war er auf verschiedenen Stützpunkten in den Vereinigten Staaten stationiert. Dabei war er als Einsatzoffizier und Stabsoffizier bei unterschiedlichen Einheiten tätig. Dazwischen absolvierte er die erwähnten Schulungen. Als Stabsoffizier war er unter anderem im Hauptquartier der Air Force tätig. Zur Zeit des Irakkriegs war er auf der Prince Sultan Air Base in Saudi-Arabien als Senior Space Officer for Operations stationiert.
Zwischen Mai 1997 und August 1998 war er Stabsoffizier beim Air Force Space Command  auf der Peterson Space Force Base in Colorado. Dieses Command war unter anderem für Weltraumaktivitäten und Interkontinentalraketen verantwortlich. Daran schloss sich eine Versetzung zur Vandenberg Space Force Base in Kalifornien an. Zwischen August 1998 und Juni 2000 kommandierte James dort als Oberst die 614th Space Operations Group. Danach kehrte er zur Peterson Space Force Base zurück, wo er bis April 2001 dem Stab des North American Aerospace Defense Commands (NORAD) angehörte.
Sein nächster Auftrag führte ihn auf die Schriever Space Force Base, die ebenfalls im Bundesstaat Colorado liegt. Ab April 2001 bis zum Juni 2003 kommandierte Larry James dort das 50. Raumgeschwader (50th Space Wing). Es folgte eine neuerliche Rückkehr zur Peterson Space Force Base, wo er bis zum Juli 2004 der Stabsabteilung für Luft- und Weltraumoperationen (Air and Space Operations) des Air Force Space Commands angehörte.
Im Juli 2004 wurde Larry James auf die Los Angeles Air Forces Base versetzt, wo er bis zum Juli 2005 stellvertretender Kommandeur des Space and Missile Systems Centers war. Daran schloss sich eine Versetzung zum Stab des National Reconnaissance Office in Washington, D.C. an. Dieser ist ein Militärnachrichtendienst der USA, der für das militärische Satellitenprogramm verantwortlich ist. James übte seine dortige Stellung bis zum Mai 2007 aus. Daran schloss sich eine Versetzung zur Yokota Air Base in Japan an, wo er zwischen Mai 2007 und Dezember 2008 stellvertretender Kommandeur der 5. Luftflotte war.
Zwischen dem 9. Dezember 2008 und dem 21. Januar 2011 kommandierte Larry James als Nachfolger von William L. Shelton die 14. Luftflotte, die auf der Vandenberg Space Force Base in Kalifornien angesiedelt war. Gleichzeitig kommandierte er dort das Joint Functional Component Command for Space das dem United States Strategic Command unterstand. Im Januar 2011 wurde James zum Hauptquartier der Air Force versetzt. Dort leitete er bis zu seiner Pensionierung im August 2013 die Stabsabteilung für Nachrichtendienste, Überwachung und Aufklärung (Deputy Chief of Staff for Intelligence, Surveillance and Reconnaissance (A2), Headquarters U.S. Air Force, Washington, D.C.)
Nach seiner Pensionierung arbeitete Larry James für das Jet Propulsion Laboratory der NASA. Zwischen August 2021 und Mai 2022 war er kommissarischer Leiter dieses Strahlantriebslabors. Im März 2024 schied er aus dem Dienst bei der NASA aus. Er zog nach Australien und wurde am 1. Juni 2024 Professor für Raumfahrtinnovationen (space innovation) an der Monash University.

## Daten der Beförderungen
| Abzeichen | Rang               | Jahr             |
| --------- | ------------------ | ---------------- |
|           | Second Lieutenant  | 31. Mai 1978     |
|           | First Lieutenant   | 31. Mai 1980     |
|           | Captain            | 31. Mai 1982     |
|           | Major              | 1. April 1988    |
|           | Lieutenant Colonel | 1. April 1992    |
|           | Colonel            | 1. Dezember 1997 |
|           | Brigadier General  | 1. Februar 2004  |
|           | Major General      | 2. August 2007   |
|           | Lieutenant General | 9. Dezember 2008 |

## Orden und Auszeichnungen
Larry James erhielt im Lauf seiner militärischen Laufbahn unter anderem folgende Auszeichnungen:
- Defense Superior Service Medal
- Legion of Merit
- Bronze Star Medal
- Meritorious Service Medal
- Air Force Commendation Medal